# Miriam Blasco
Miriam Guadalupe Blasco Soto (Valladolid, 1963. december 12. –) olimpiai bajnok spanyol cselgáncsozó, néppárti politikus.

## Életpályája
A nők 57 kg-os versenyében aranyérmet nyert az 1992-es barcelonai nyári olimpiai játékokon. Visszavonulása után bekapcsolódott a politikai életbe. 2008 óta a jobboldali spanyol Néppárt szenátusi képviselője. Tiszteletére az elegáns alicantei Playa de San Juan városrész egyik legfontosabb útvonalát róla nevezték el. (La Avenida Deportiva Miriam Blasco)